# YMCK (groupe)
Pour les articles homonymes, voir YMCK.
YMCK est un groupe de musique japonais composé par Midori Kurihara, Takeshi Yokemura et Tomoyuki Nakamura. Leur musique est caractérisée par des chansons aux instrumentations exclusivement 8-bit (chiptune) qui évoquent précisément le son de la Nintendo Entertainment System, avec un mélange mélodique et souvent swing et jazzy.
Leur premier album, Family music, sorti en 2004, est un succès international. Leurs clips vidéos en animation pixel art sont également appréciés. Leurs activités ne sont pas limitées au Japon mais également à des festivals internationaux de musique (Suède, États-Unis, Thaïlande, Taiwan, Corée du Sud). Leurs disques sont sortis aux États-Unis, en Thaïlande, en Corée et en France. YMCK fait un éventail d'activités, comme des remix, de la musique de jeu vidéo, des performances de DJ. Ils développent Magical 8bit Plugi, une émulation de sons 8-bit pour logiciels de création musicale.
Ils ont également remixé (toujours en chiptune) les musiques du jeu PiCOPiCT pour la Nintendo DSi, disponible via le DSiWare.

## Discographie
- 2004 : Family Music
- 2005 : Family Racing
- 2008 : Family Genesis
- 2009 : Family Cooking